# Walls of Jericho (Band)
Walls of Jericho ist eine 1998 gegründete Hardcore-Punk-Band aus Detroit, Michigan, USA.

## Geschichte
Walls of Jericho gingen aus der Gruppe Earthmover hervor. 1999 veröffentlichten sie eine erste Single, kurz danach erschien die erste EP A Day And A Thousand Years auf Genet Records. Zur Jahrtausendwende veröffentlichten sie das Album The Bound Feed The Gagged auf Trustkill Records. Anfang 2001 entschied sich Drummer Keely, die Band zu verlassen. Sein Nachfolger Derek Grant wurde jedoch nach kurzer Zeit von Alkaline Trio abgeworben, und die erfolglose Suche nach einem neuen Drummer führte schließlich fast zur Auflösung der Band. Nach einer längeren Pause konnte diese Position mit Alexei Rodriguez dann aber besetzt werden.
Im Jahr 2004 wurde das Album All Hail The Dead (wiederum über Trustkill Records) veröffentlicht, woraufhin Rodriguez die Band verließ. Dustin Schoenhofer, ein langjähriger Freund der Band, konnte die Lücke jedoch schnell schließen. Am 22. August 2006 folgte das Album With Devils Amongst Us All. Es verfolgt eine etwas melodischere Richtung und geht teilweise weg vom reinen Hardcore der Anfangstage.

### Zusammenarbeit mit Corey Taylor / Redemption EP
Die EP Redemption, die im Jahre 2008 erschien, wurde zusammen mit dem Slipknot- und Stone-Sour-Sänger Corey Taylor produziert. Taylor übernahm neben Kucsulain den Gesang auf der EP. Der Frontmann und die Band lernten sich auf der Family-Values-Tour 2006 kennen. Taylor gefiel die Musik der Band, besonders der Song No Saving Me. Daraufhin bot er Kusculain eine weitere Zusammenarbeit an, die aber an Zeitproblemen scheiterte. Stilistisch ist die Redemption-EP eher untypisch für Walls of Jericho, da es sich um ruhige Lieder mit klarem Gesang handelt.

### The American Dream (2008)
Mit der Veröffentlichung des Albums The American Dream im Jahre 2008 machten Walls of Jericho musikalisch wieder einen Schritt in Richtung Hardcore / Metal. Das Album wurde wie schon zuvor With Devils Amongst Us All von Ben Schigel produziert.
Nach einer längeren Pause, bedingt durch eine Babypause von Frontfrau Candace Kucsulain, traten Walls of Jericho im Januar 2012 bei der Persistence Tour auch wieder in Deutschland auf.
Nach einem Wechsel zum Label Napalm Records veröffentlichte die Band im März 2016 ihr fünftes Studioalbum No one can save you from yourself.

## Diskografie
- 1999: A Day and a Thousand Years (EP)
- 2000: The Bound Feed the Gagged
- 2004: All Hail the Dead
- 2006: From Hell (EP)
- 2006: With Devils Amongst Us All
- 2008: Redemption (EP)
- 2008: The American Dream
- 2016: No One Can Save you from Yourself